# サウンド レコーダー
サウンド レコーダーとは、Windows 3.0 MME以降に標準搭載されている簡易音声処理ソフトウェアのことである。Windows XP及びそれ以前のバージョンとWindows Vista以降では機能、操作が異なる。
Windows 10ではUWPアプリ版が「ボイス レコーダー」として提供されたが、Windows 11からは再び「サウンド レコーダー」として提供されている。

## 機能

### 録音
マイクから入力された音声や、Windows上で再生されている音声を最大60秒まで録音できる。60秒経過すると録音は停止するが、再度録音ボタンを押すことにより続きから録音できる。（この場合音声は途切れてしまう。60秒以上の音声を途切れず録音するには、予め無音の状態で必要な長さの録音ファイルを作成しておき、その後で上書き録音を行うことで対処可能である。もっと賢い方法は、レジストリにbufferdeltasecondsなどを追加、修正することで、1回で録音可能な長さを最大350秒まで延長できる。）
Windows XP以前ではWAVファイルフォーマットのみ対応する。Windows Vista以降では録音を停止したらすぐにWMAファイルフォーマットで保存される（Home Basic/Business NではWAVファイルフォーマット）。
Windows 7、Windows 8では録音時間に制限はなくなっている。

### 再生
WAVファイルフォーマットに限られる。再生されると波形データが表示される。但し、Windows Vista以降では再生機能を持たずにただ単に記録するのみと仕様が変更されている。

### 編集
Windows Vista以降のサウンドレコーダは基本的に記録のみの機能しか持たないため、編集を行うことはできない。Vista以降のサウンドレコーダで記録した内容を編集する場合には別途編集ツールが必要となる。Windows XP以前のサウンドレコーダには以下のような機能があった。
- 選択位置より前を削除
- 選択位置より後を削除
- ファイルから挿入 （選択位置に他の音声ファイルを挿入する。）
- ファイルとのミキシング（選択位置から他のファイルの音声を重ね合わせる。）
- ミキシング貼り付け（選択位置からクリップボードの音声を重ね合わせる。Windows 3.xには無い。）

以下は「編集」メニューからではなく「ファイル」メニューの「プロパティ」で設定する。Windows 3.xには無い。
- 形式の変換（ファイルの音質の設定。インストールされているコーデックにも依存するが、MP3やWMA v1, v2、PCM等の数種が設定可能。）

### エフェクト
録音した音声や既存の音声ファイルに対して、エフェクトをかけることができる。再生速度についてはフーリエ変換を施したものではなく、2倍もしくは半分ずつの速度変化で音程が1オクターブずつ変化する。
- 音量 +25%
- 音量 -25%
- 再生速度 2倍速
- 再生速度 1/2倍速
- エコーをかける
- 逆転再生